# 华南骨螺
华南骨螺（学名：Murex aduncospinosus），是新腹足目骨螺科骨螺属的一种。主要分布于中国大陆、台湾，常栖息在浅海沙底、潮下带。